# La Toba (Fuentetoba)
La Toba o Cascada de La Toba se localiza en Fuentetoba, municipio de Golmayo, en la provincia de Soria a 12 km de la capital. Se trata de un espectacular salto de agua, de más de 20 metros de altura, situado a los pies del Pico Frentes. 

## Características del espacio natural
En el remate oriental de la sierra de Frentes o de La Llana, a los pies del imponente pico Frentes (1375 m) encontramos, en su lado meridional, casi escondida, la cascada de La Toba, espectacular salto de agua cuando las lluvias acompañan. Un abundante y precioso manantial de aguas bien filtradas forma una cascada de esbelta altura y pequeños lagos o lagunas de singular transparencia. 
Esta  población de la comarca de Soria está ubicada en el centro  de la provincia de Soria, al oeste de la capital, bañada por el río Golmayo en el valle del Duero al este de la sierra de Cabrejas al pie del pico de Frentes (1380 m s. n. m.). Desde los peligros del imponente pico hay un nacedero que da lugar al hermoso nacimiento del arroyo La Toba que da lugar a la cascada de La Toba. Este salto de agua, de más de 20 metros de altura,  surge a raíz de unas voladuras realizadas en 1937 para encontrar el verdadero origen del agua, de cara a un posible abastecimiento de la capital soriana con el acuífero de Fuentetoba. 
Característica de este paraje es un tipo de roca caliza denominada toba calcárea y que da nombre a la localidad. Este tipo de roca se forma cuando el agua que sale en el nacedero del río Golmayo, cargada de bicarbonato cálcico, salpica en el exterior posándose sobre materia orgánica. Al repetirse el fenómeno continuamente, se forma una gruesa capa y la citada materia orgánica termina descomponiéndose y dando así origen a los típicos huecos de las tobas calizas.

## Turismo

### Monasterio de la Monjía
El monasterio de la Monjía es un monasterio fortificado situado junto al nacimiento de La Toba, en la ladera meridional de Pico Frentes, en un lugar pintoresco, donde muy próximo nace el río Golmayo, configurando un entorno de gran interés. La iglesia, ronánica del siglo XI, tiene portada formada por tres arcos concéntricos de medio punto, sin labor ni molduras en las arquivoltas y capiteles cónicos, estilo que se repite en los capiteles del arco apuntado del ábside. Tiene incoado expediente para ser B.I.C.

## Galería

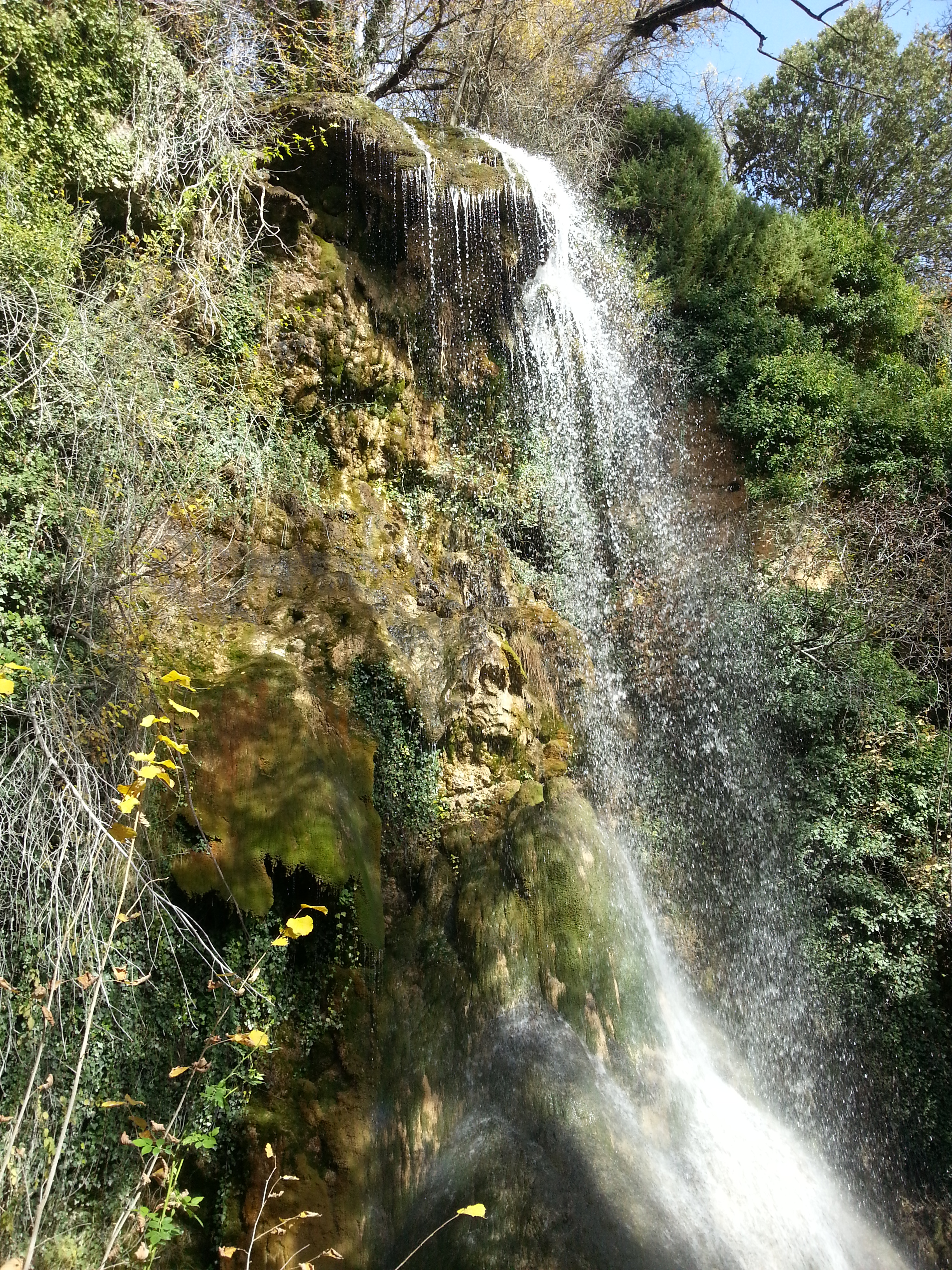
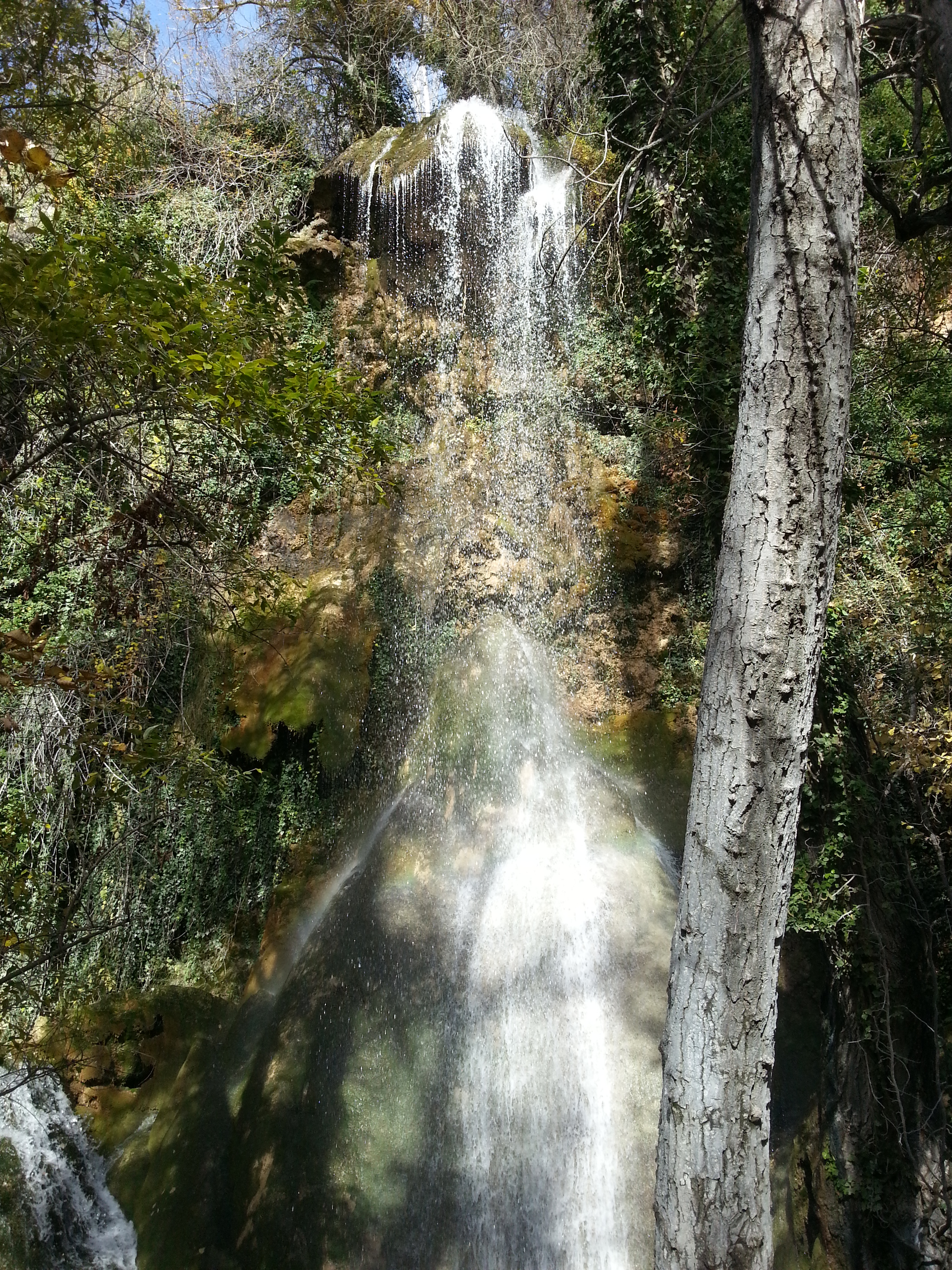
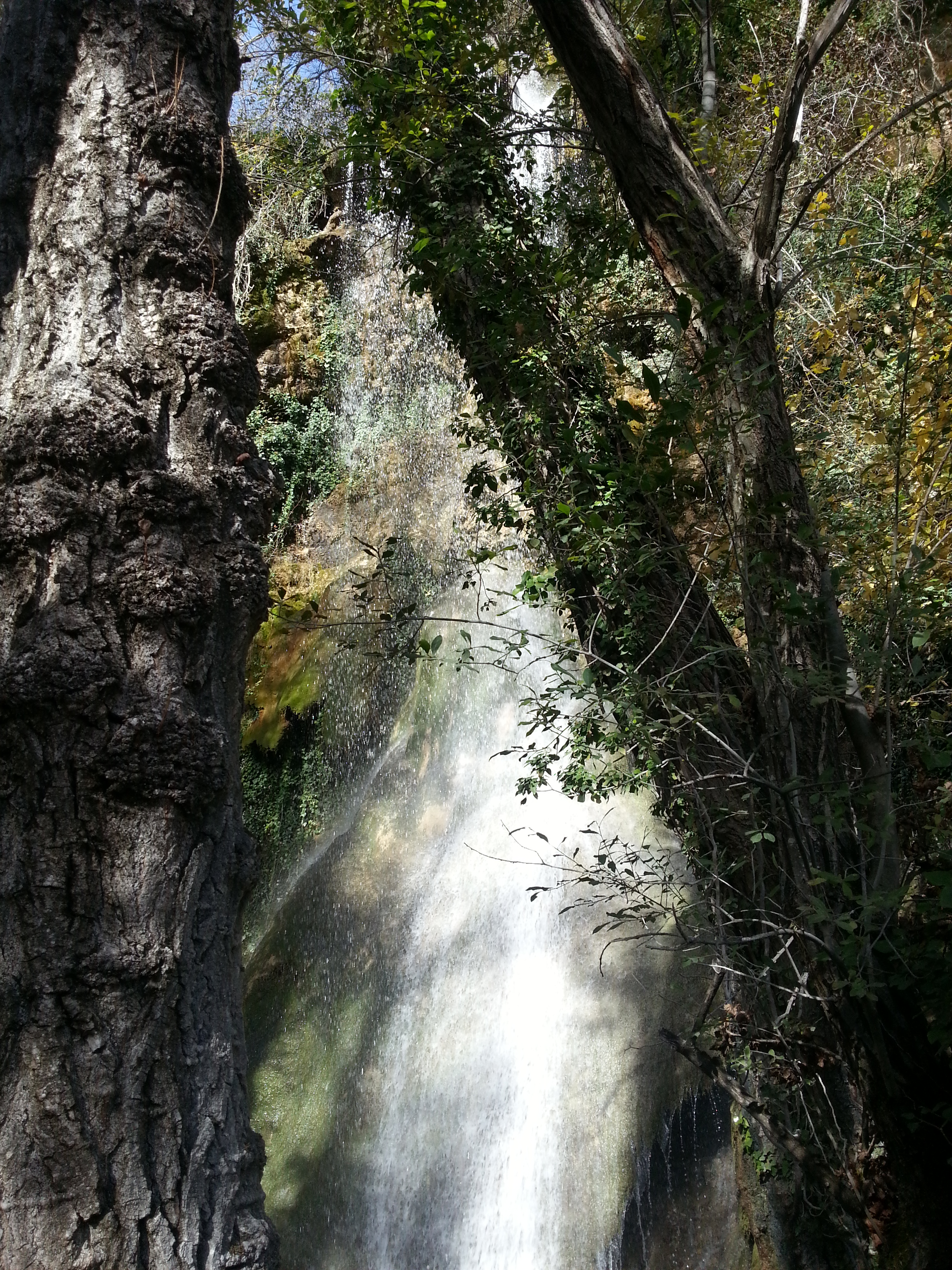
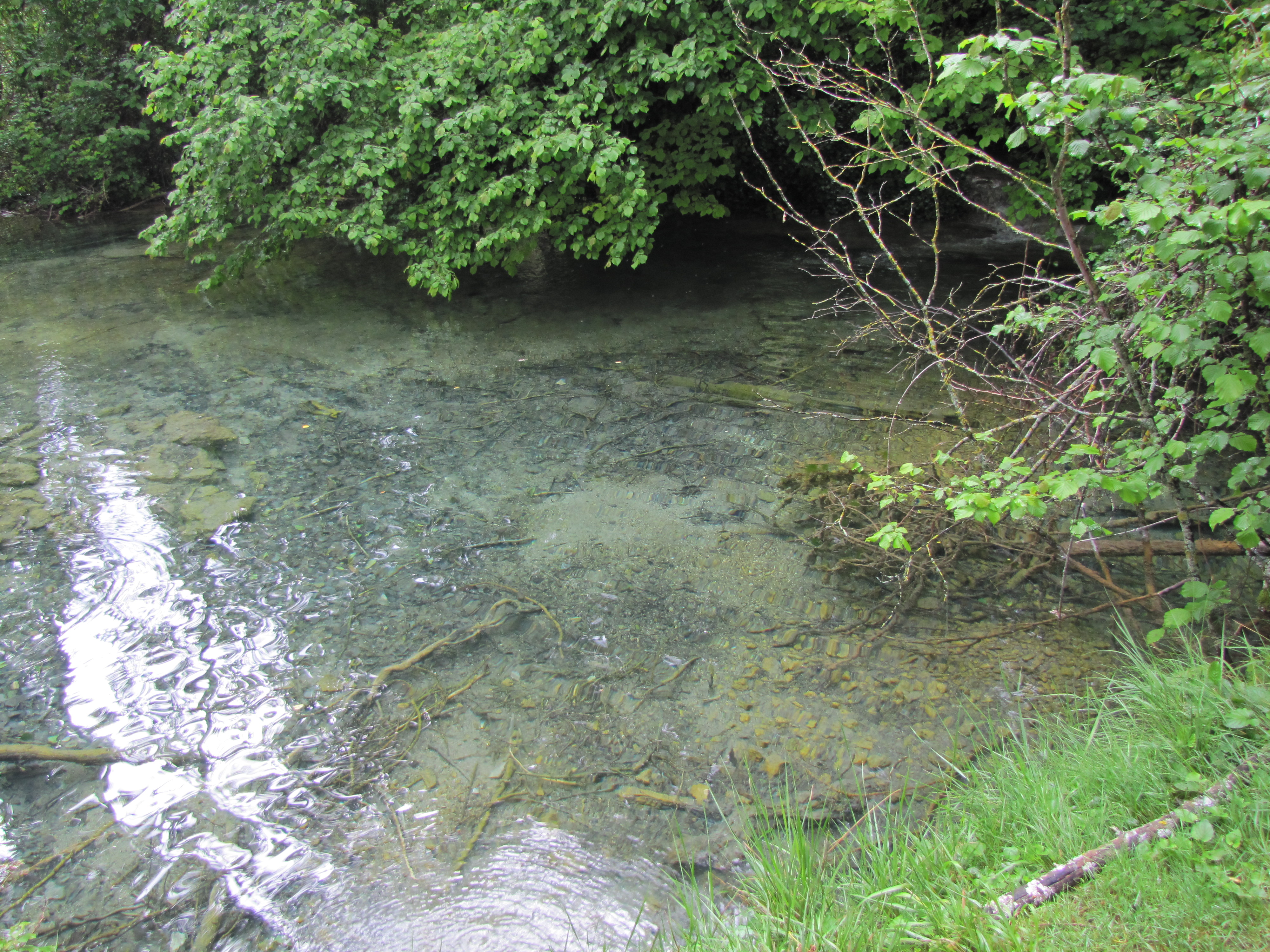
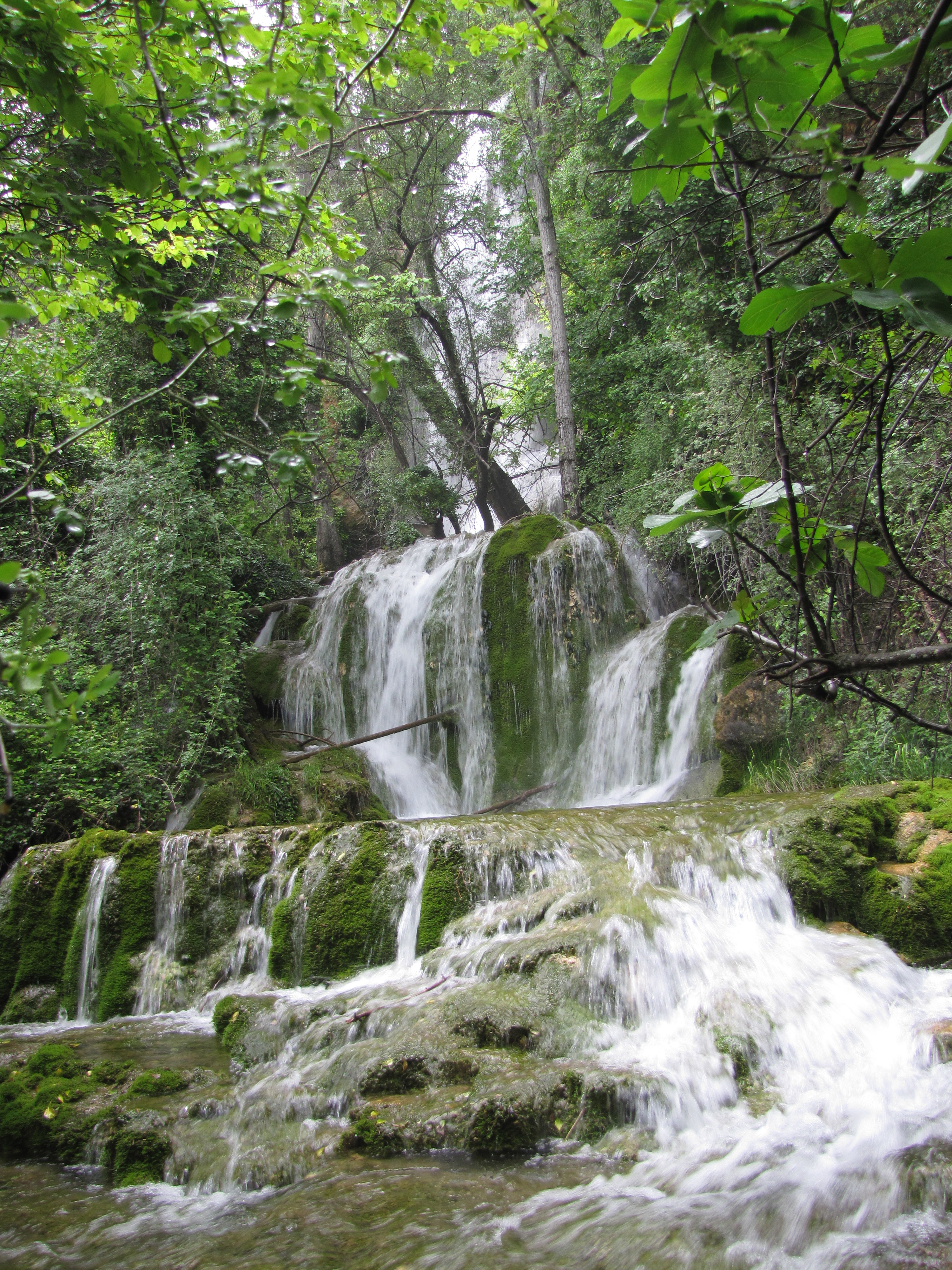